# جيوفاني برانكا
جيوفاني برانكا (بالإيطالية: Giovanni Branca)‏ مهندس إيطالي (ولد يوم 22 أبريل من العام 1571 في سان أنجيلو إنليزولا بمقاطعة بيزارو وأوربينو) ينسب له اختراع العنفة البخارية

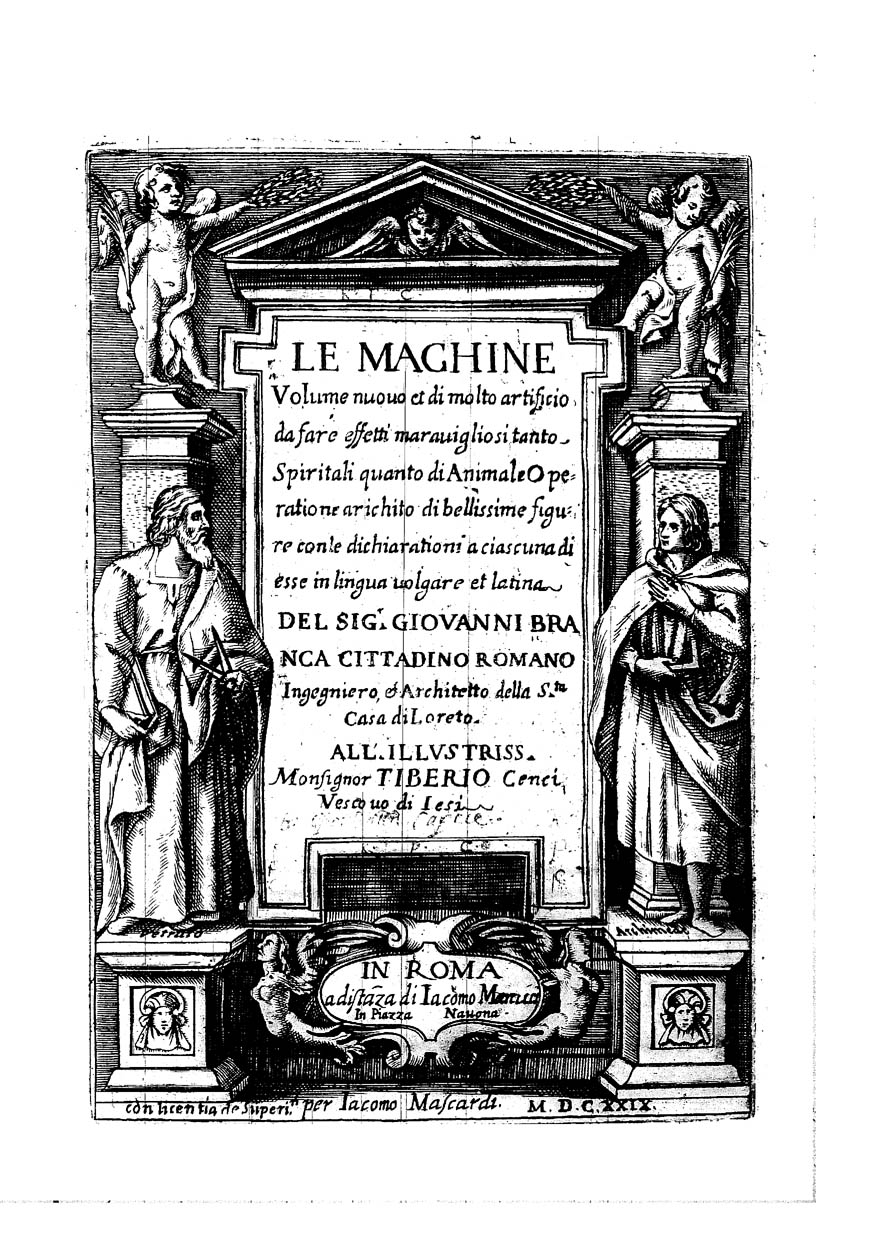
Le machine, 1629